# Élections cantonales partielles françaises en 1996
Plusieurs élections cantonales partielles se sont tenues en France en 1996.

## Synthèse
| Dates de l'élection              | Département        | Canton            | Conseiller sortant | Parti | Parti     | Conseiller élu    | Parti | Parti | Raison     | Raison |
| -------------------------------- | ------------------ | ----------------- | ------------------ | ----- | --------- | ----------------- | ----- | ----- | ---------- | ------ |
| 17 et 24 novembre 1996           | Meurthe-et-Moselle | Herserange        | Bogdan Politanski  |       | PCF       | Laurent Righi     |       | PCF   | Décès      |        |
| 24 novembre et 1er décembre 1996 | Nord               | Arleux            | Ferdinand Binet    |       | PCF       | Charles Beauchamp |       | PCF   | Décès      |        |
| 24 novembre et 1er décembre 1996 | Drôme              | Bourg-lès-Valence | Gérard Gaud        |       | PS        | Alain Maurice     |       | DVG   | Décès      |        |
| 24 novembre et 1er décembre 1996 | Haute-Garonne      | Léguevin          | Philippe Lardit    |       | PS (app.) | Louis Escoula     |       | PS    | Décès      |        |
| 24 novembre et 1er décembre 1996 | Loiret             | Lorris            | Jean Lanthiez      |       | UDF (PR)  | Guy Parmentier    |       | DVG   | Décès      |        |
| 1er décembre 1996                | La Réunion         | Saint-Philippe    | Hugues Salvan      |       | UDF       | Wilfrid Bertile   |       | PS    | Annulation |        |

## Résultats

### Canton d'Herserange(Meurthe-et-Moselle)
| Candidat                                               | Candidat           | Parti          | Premier tour | Premier tour | Second tour | Second tour |
| Candidat                                               | Candidat           | Parti          | Voix         | %            | Voix        | %           |
| ------------------------------------------------------ | ------------------ | -------------- | ------------ | ------------ | ----------- | ----------- |
|                                                        | Laurent Righi      | PCF-ED         | 2 054        | 48,20        | 2 750       | 68,33       |
|                                                        | Gérard Didelot     | DVD            | 916          | 21,49        | 1 274       | 31,66       |
|                                                        | Jocelyn Bitoun     | PS             | 743          | 17,43        |             |             |
|                                                        | Christian Zatorski | FN             | 397          | 9,62         |             |             |
|                                                        | Daniel Cano-Garcia | Verts          | 151          | 3,54         |             |             |
|                                                        |                    |                |              |              |             |             |
| Inscrits                                               | Inscrits           | Inscrits       | 11 557       | 100,00       | 11 557      | 100,00      |
| Abstentions                                            | Abstentions        | Abstentions    | 7 195        | 62,25        | 7 360       | 63,68       |
| Votants                                                | Votants            | Votants        | 4 362        | 37,75        | 4 197       | 36,32       |
| Blancs ou nuls                                         | Blancs ou nuls     | Blancs ou nuls | 101          | 2,31         | 173         | 4,12        |
| Exprimés                                               | Exprimés           | Exprimés       | 4 261        | 97,68        | 4 024       | 95,88       |
| Source : Le Monde, éditions des 19 et 26 novembre 1996 |                    |                |              |              |             |             |

### Canton d'Arleux(Nord)
| Candidat                                                       | Candidat          | Parti          | Premier tour | Premier tour | Second tour | Second tour |
| Candidat                                                       | Candidat          | Parti          | Voix         | %            | Voix        | %           |
| -------------------------------------------------------------- | ----------------- | -------------- | ------------ | ------------ | ----------- | ----------- |
|                                                                | Charles Beauchamp | PCF            | 2 495        | 37,53        | 3 936       | 52,54       |
|                                                                | Jean-Luc Hallé    | DVD            | 2 303        | 34,64        | 3 555       | 47,45       |
|                                                                | Jean Savary       | PS             | 1 099        | 16,53        |             |             |
|                                                                | Pascal Corniquet  | FN             | 569          | 8,56         |             |             |
|                                                                | Xavier Volckcrick | MDC            | 181          | 2,72         |             |             |
|                                                                |                   |                |              |              |             |             |
| Inscrits                                                       | Inscrits          | Inscrits       | 13 085       | 100,00       | 13 085      | 100,00      |
| Abstentions                                                    | Abstentions       | Abstentions    | 6 221        | 47,54        | 5 302       | 40,51       |
| Votants                                                        | Votants           | Votants        | 6 864        | 52,46        | 7 783       | 59,49       |
| Blancs ou nuls                                                 | Blancs ou nuls    | Blancs ou nuls | 217          | 3,16         | 292         | 3,75        |
| Exprimés                                                       | Exprimés          | Exprimés       | 6 647        | 96,84        | 7 491       | 96,25       |
| Source : Le Monde, éditions des 26 novembre et 3 décembre 1996 |                   |                |              |              |             |             |

### Canton de Bourg-lès-Valence(Drôme)
| Candidat                                                       | Candidat        | Parti          | Premier tour | Premier tour | Second tour | Second tour |
| Candidat                                                       | Candidat        | Parti          | Voix         | %            | Voix        | %           |
| -------------------------------------------------------------- | --------------- | -------------- | ------------ | ------------ | ----------- | ----------- |
|                                                                | Alain Maurice   | DVG            | 1 524        | 26,45        | 3 405       | 58,23       |
|                                                                | Marlène Mourier | RPR            | 1 460        | 25,34        | 2 442       | 41,76       |
|                                                                | Mireille Sandoz | PS             | 1 420        | 24,64        |             |             |
|                                                                | Claudette Munoz | FN             | 860          | 14,92        |             |             |
|                                                                | François Chéret | PCF            | 497          | 8,62         |             |             |
|                                                                |                 |                |              |              |             |             |
| Inscrits                                                       | Inscrits        | Inscrits       | 14 884       | 100,00       | 14 884      | 100,00      |
| Abstentions                                                    | Abstentions     | Abstentions    | 8 981        | 60,33        | 8 733       | 58,67       |
| Votants                                                        | Votants         | Votants        | 5 903        | 39,67        | 6 151       | 41,33       |
| Blancs ou nuls                                                 | Blancs ou nuls  | Blancs ou nuls | 142          | 2,40         | 304         | 4,94        |
| Exprimés                                                       | Exprimés        | Exprimés       | 5 761        | 97,59        | 5 847       | 95,06       |
| Source : Le Monde, éditions des 26 novembre et 3 décembre 1996 |                 |                |              |              |             |             |

### Canton de Léguevin(Haute-Garonne)
| Candidat                                                       | Candidat           | Parti          | Premier tour | Premier tour | Second tour | Second tour |
| Candidat                                                       | Candidat           | Parti          | Voix         | %            | Voix        | %           |
| -------------------------------------------------------------- | ------------------ | -------------- | ------------ | ------------ | ----------- | ----------- |
|                                                                | Louis Escoula      | PS             | 3 404        | 40,45        | 5 457       | 69,17       |
|                                                                | Stéphane Mirc      | DVD            | 1 377        | 16,36        | 2 432       | 30,82       |
|                                                                | Jean-Pierre Athoch | FN             | 1 167        | 13,86        |             |             |
|                                                                | Pierre Dupuy       | PCF            | 915          | 10,87        |             |             |
|                                                                | Gérard Arnaudé     | ECO (MEI-GÉ)   | 589          | 7,00         |             |             |
|                                                                | Dominique Liot     | Verts          | 551          | 6,54         |             |             |
|                                                                | Charles Miralles   | DVG            | 378          | 4,49         |             |             |
|                                                                | Christian Dancale  | DIV            | 33           | 0,39         |             |             |
|                                                                | Bernard Guéguan    | DIV            | 0            | 0,00         |             |             |
|                                                                |                    |                |              |              |             |             |
| Inscrits                                                       | Inscrits           | Inscrits       | 21 929       | 100,00       | 21 889      | 100,00      |
| Abstentions                                                    | Abstentions        | Abstentions    | 13 236       | 60,35        | 13 427      | 61,34       |
| Votants                                                        | Votants            | Votants        | 8 693        | 39,65        | 8 462       | 38,66       |
| Blancs ou nuls                                                 | Blancs ou nuls     | Blancs ou nuls | 279          | 3,21         | 573         | 6,77        |
| Exprimés                                                       | Exprimés           | Exprimés       | 8 414        | 96,79        | 7 889       | 93,23       |
| Source : Le Monde, éditions des 26 novembre et 3 décembre 1996 |                    |                |              |              |             |             |

### Canton de Lorris(Loiret)
| Candidat                                                       | Candidat                  | Parti          | Premier tour | Premier tour | Second tour | Second tour |
| Candidat                                                       | Candidat                  | Parti          | Voix         | %            | Voix        | %           |
| -------------------------------------------------------------- | ------------------------- | -------------- | ------------ | ------------ | ----------- | ----------- |
|                                                                | Guy Parmentier            | DVG (ex-PCF)   | 909          | 29,59        | 1 619       | 53,48       |
|                                                                | Jean de Bouzy             | RPR            | 796          | 25,91        | 1 408       | 46,51       |
|                                                                | Bernard Chauvet           | FN             | 454          | 14,78        | Retrait     | Retrait     |
|                                                                | François-Xavier Lanthiez  | DIV            | 350          | 11,39        |             |             |
|                                                                | Pierre-Antoine Vallée     | DIV            | 261          | 8,48         |             |             |
|                                                                | Muriel Mercadier-Girardin | MPF            | 164          | 5,34         |             |             |
|                                                                | Raymond Guillot           | DIV            | 137          | 4,46         |             |             |
|                                                                |                           |                |              |              |             |             |
| Inscrits                                                       | Inscrits                  | Inscrits       | 5 758        | 100,00       | 5 758       | 100,00      |
| Abstentions                                                    | Abstentions               | Abstentions    | 2 613        | 45,38        | 2 545       | 44,19       |
| Votants                                                        | Votants                   | Votants        | 3 145        | 54,62        | 3 213       | 55,81       |
| Blancs ou nuls                                                 | Blancs ou nuls            | Blancs ou nuls | 74           | 2,35         | 186         | 5,79        |
| Exprimés                                                       | Exprimés                  | Exprimés       | 3 071        | 97,65        | 3 027       | 94,21       |
| Source : Le Monde, éditions des 26 novembre et 3 décembre 1996 |                           |                |              |              |             |             |

### Canton de Saint-Philippe(La Réunion)
|                                                | Wilfrid Bertile   | PS             | 1 454 | 54,11  |  |  |
|                                                | Fridelin Courtois | DVD            | 1 233 | 45,89  |  |  |
|                                                |                   |                |       |        |  |  |
| Inscrits                                       | Inscrits          | Inscrits       | 3 190 | 100,00 |  |  |
| Abstentions                                    | Abstentions       | Abstentions    | 444   | 13,91  |  |  |
| Votants                                        | Votants           | Votants        | 2 746 | 86,09  |  |  |
| Blancs ou nuls                                 | Blancs ou nuls    | Blancs ou nuls | 59    | 2,15   |  |  |
| Exprimés                                       | Exprimés          | Exprimés       | 2 687 | 97,85  |  |  |
| Source : Le Monde, édition du 3 décembre 1996. |                   |                |       |        |  |  |